# White Fish Lake 128
White Fish Lake 128 är ett reservat i Kanada.   Det ligger i provinsen Alberta, i den centrala delen av landet, 2 700 km väster om huvudstaden Ottawa. White Fish Lake 128 ligger vid sjön Goodfish Lake.
Trakten runt White Fish Lake 128 består till största delen av jordbruksmark. Runt White Fish Lake 128 är det mycket glesbefolkat, med 4 invånare per kvadratkilometer.